# Supercopa Paraguay FEM 2024
La Supercopa Paraguay FEM 2024 fue la primera edición de la rama femenina del certamen que enfrentó al campeón del Campeonato Anual FEM 2024 y al campeón de la Copa Paraguay FEM 2024.
El campeón fue el Libertad que derrotó por 4-3 en penales a Cerro Porteño, tras empatar 1-1  de esta manera el "Gumarelo" se consagró como el primer campeón del torneo y primer supercampeón paraguayo.

## Equipos clasificados
| Libertad      | Campeón del Campeonato Anual FEM 2024 |
| Cerro Porteño | Campeón de la Copa Paraguay FEM 2024  |

## Partido
| 4 de diciembre | Libertad                                                              | 1:1 (0:0) (4:3 p.)         | Cerro Porteño                                                                   | Estadio Defensores del Chaco, Asunción |                       |
| 18:00          | Liz Peña 68'                                                          | Reporte                    | Ana Fleitas 54'                                                                 | Árbitra: Carmen Gómez                  | Árbitra: Carmen Gómez |
|                |                                                                       | Tiros desde el punto penal |                                                                                 |                                        |                       |
|                | Paola Genes · Liz Barreto · Erika Cartamán · Liz Peña · Diana Benítez |                            | Rosa Aquino · Rosalía Godoy · Yessica Cabañas · Belén Riveros · Valeria Benítez |                                        |                       |

Ficha del partido
|            | Guardameta     | Vanessa da Veiga        |     |
|            | Defensa        | Naomi de León           |     |
|            | Defensa        | Natalia Genes           |     |
|            | Defensa        | Damia Cortaza           |     |
|            | Defensa        | Liza Larrea             | 71' |
|            | Centrocampista | Luisa Talavera          | 71' |
|            | Centrocampista | Paola Genes             |     |
|            | Centrocampista | Diana Benítez           |     |
|            | Centrocampista | Marialba Zambrano       | 64' |
|            | Delantero      | Liz Peña                |     |
|            | Delantero      | Angélica Vázquez        | 64' |
| Entrenador | Entrenador     | Ramón Gómez Verlangieri |     |

|             | Guardameta     | Lucilene Rodrigues |     |
|             | Defensa        | Kiara Guanes       | 46' |
|             | Defensa        | Angélica Amarilla  |     |
|             | Defensa        | Jazmín Pintos      |     |
|             | Defensa        | Yanina Sosa        |     |
|             | Centrocampista | Ana Fleitas        | 56' |
|             | Centrocampista | Yessica Cabañas    |     |
|             | Centrocampista | Laura Romero       | 85' |
|             | Centrocampista | Rosalía Godoy      |     |
|             | Delantero      | Sofía Cabrera      | 33' |
|             | Delantero      | Alejandra Escurra  |     |
| Entrenadora | Entrenadora    | Nohelia Amarilla   |     |

|  |  | Nataly Lezcano | 64' |
|  |  | Sady Salinas   | 64' |
|  |  | Erika Cartaman | 71' |
|  |  | Liz Barreto    | 71' |

|  |  | Antonia Riveros | 33' |
|  |  | Valeria Benítez | 46' |
|  |  | Rosa Aquino     | 56' |
|  |  | Mabel Gauna     | 85' |

| Anotado | 68' | Liz Peña | 1-1 |

| Anotado | 54' | Ana Fleitas | 0-1 |

| Amonestado | 15' | Diana Benítez |
| Amonestado | 61' | Natalia Genes |

| Amonestado | 61' | Antonia Riveros |
| Amonestado | 75' | Laura Romero    |
| Amonestado | 87' | Jazmín Pintos   |

|                |                  | 0:1 | Acierto de penal | Rosa Aquino     |
| Paola Genes    | Acierto de penal | 1:1 |                  |                 |
|                |                  | 1:2 | Acierto de penal | Rosalía Godoy   |
| Liz Barreto    | Acierto de penal | 2:2 |                  |                 |
|                |                  | 2:3 | Acierto de penal | Yessica Cabañas |
| Erika Cartamán | Acierto de penal | 3:3 |                  |                 |
|                |                  | 3:3 | Fallo de penal   | Belén Riveros   |
| Diana Benítez  | Fallo de penal   | 3:3 |                  |                 |
|                |                  | 3:3 | Fallo de penal   | Valeria Benítez |
| Liz Peña       | Acierto de penal | 4:3 |                  |                 |

| Árbitra             | Carmen Gómez     |
| Árbitras asistentes | Claudia Delvalle |
| Árbitras asistentes | Daisy Peralta    |
| Cuarta árbitra      | Teresita Ojeda   |

|            | Guardameta     | Vanessa da Veiga        |     |
|            | Defensa        | Naomi de León           |     |
|            | Defensa        | Natalia Genes           |     |
|            | Defensa        | Damia Cortaza           |     |
|            | Defensa        | Liza Larrea             | 71' |
|            | Centrocampista | Luisa Talavera          | 71' |
|            | Centrocampista | Paola Genes             |     |
|            | Centrocampista | Diana Benítez           |     |
|            | Centrocampista | Marialba Zambrano       | 64' |
|            | Delantero      | Liz Peña                |     |
|            | Delantero      | Angélica Vázquez        | 64' |
| Entrenador | Entrenador     | Ramón Gómez Verlangieri |     |

|             | Guardameta     | Lucilene Rodrigues |     |
|             | Defensa        | Kiara Guanes       | 46' |
|             | Defensa        | Angélica Amarilla  |     |
|             | Defensa        | Jazmín Pintos      |     |
|             | Defensa        | Yanina Sosa        |     |
|             | Centrocampista | Ana Fleitas        | 56' |
|             | Centrocampista | Yessica Cabañas    |     |
|             | Centrocampista | Laura Romero       | 85' |
|             | Centrocampista | Rosalía Godoy      |     |
|             | Delantero      | Sofía Cabrera      | 33' |
|             | Delantero      | Alejandra Escurra  |     |
| Entrenadora | Entrenadora    | Nohelia Amarilla   |     |

|  |  | Nataly Lezcano | 64' |
|  |  | Sady Salinas   | 64' |
|  |  | Erika Cartaman | 71' |
|  |  | Liz Barreto    | 71' |

|  |  | Antonia Riveros | 33' |
|  |  | Valeria Benítez | 46' |
|  |  | Rosa Aquino     | 56' |
|  |  | Mabel Gauna     | 85' |

| Anotado | 68' | Liz Peña | 1-1 |

| Anotado | 54' | Ana Fleitas | 0-1 |

| Amonestado | 15' | Diana Benítez |
| Amonestado | 61' | Natalia Genes |

| Amonestado | 61' | Antonia Riveros |
| Amonestado | 75' | Laura Romero    |
| Amonestado | 87' | Jazmín Pintos   |

|                |                  | 0:1 | Acierto de penal | Rosa Aquino     |
| Paola Genes    | Acierto de penal | 1:1 |                  |                 |
|                |                  | 1:2 | Acierto de penal | Rosalía Godoy   |
| Liz Barreto    | Acierto de penal | 2:2 |                  |                 |
|                |                  | 2:3 | Acierto de penal | Yessica Cabañas |
| Erika Cartamán | Acierto de penal | 3:3 |                  |                 |
|                |                  | 3:3 | Fallo de penal   | Belén Riveros   |
| Diana Benítez  | Fallo de penal   | 3:3 |                  |                 |
|                |                  | 3:3 | Fallo de penal   | Valeria Benítez |
| Liz Peña       | Acierto de penal | 4:3 |                  |                 |

| Árbitra             | Carmen Gómez     |
| Árbitras asistentes | Claudia Delvalle |
| Árbitras asistentes | Daisy Peralta    |
| Cuarta árbitra      | Teresita Ojeda   |

|                              |
|                              |
| Campeón Libertad 1.er título |